# Konstantinos Gkoltsios
Konstantinos Gkoltsios –en griego, Κωνσταντίνος Γκόλτσιος– (18 de enero de 1986) es un deportista griego que compitió en taekwondo. Ganó una medalla de oro en el Campeonato Europeo de Taekwondo de 2008, en la categoría de –84 kg.

## Palmarés internacional
| Campeonato Europeo | Campeonato Europeo | Campeonato Europeo | Campeonato Europeo |
| Año                | Lugar              | Medalla            | Categoría          |
| ------------------ | ------------------ | ------------------ | ------------------ |
| 2008               | Roma (Italia)      | Medalla de oro     | –84 kg             |